# Vincelles (Saône-et-Loire)
Vincelles é uma comuna francesa na região administrativa de Borgonha-Franco-Condado, no departamento Saône-et-Loire. Estende-se por uma área de 5,63 km². Em 2010 a comuna tinha 431 habitantes (densidade: 76,6 hab./km²).